# 藤堂龍之介探偵日記
『藤堂龍之介探偵日記』（とうどうりゅうのすけたんていにっき）は、1988年からリバーヒルソフトよりPC用ゲームソフトとして発売されたアドベンチャーゲームシリーズである。リバーヒルソフトの経営破綻以降はアルティが開発を引き継ぎ、2003年より過去作の移植版および新作をフィーチャーフォンなどに向けて発売している。
本作は、大正時代を舞台に、架空の私立探偵・藤堂龍之介を主人公として展開する推理ゲームである。コマンド総当たり式のアドベンチャーゲームであると同時にマップ移動の概念があり、プレーヤーは邸宅や客船などの閉鎖された舞台の中を藤堂龍之介の視点で移動し、関係者と対話したり証拠品を捜索したりしながら、犯人や事件の真相を解き明かしていく。舞台設定やキャラクターの会話に、大正時代の風俗や世相が強く意識されていることが特徴となっている。

## 人物
藤堂 龍之介（とうどう りゅうのすけ）
本編の主人公。16歳の時に英国に留学した経験を持つ。自らの知識と好奇心を武器に探偵をしている。
基本的には人当たりが良く社交的で、かなりのグルマンである。音楽にも造詣が深いようで、ピアノを演奏することができる。容姿端麗でもあり、女性に対しては紳士的に口説くことも。相手から惚れられてアプローチされる機会も多い。
本編にはその姿が直接描かれたことは無く、後ろ姿ぐらいである。
影谷 芳明（かげたに よしあき）
影谷貿易社長「影谷 恍太郎（かげたにこうたろう）」の甥。龍之介とは旧知の仲である。基本的に真面目で礼儀正しく几帳面な性格だが、実は美人に弱いという意外な一面も。
「琥珀色の遺言」、「瑠璃色の睡蓮」に登場。瑠璃色の睡蓮では藤堂の助手としての役割を担った。

## 作品リスト

### 琥珀色の遺言〜西洋骨牌連続殺人事件〜
『琥珀色の遺言〜西洋骨牌連続殺人事件〜』（こはくいろのゆいごん～せいようかるたれんぞくさつじんじけん～）は「1920シリーズ」として1988年に発売されたシリーズ第1弾である。2008年には、後日談にあたる番外編『虚妄の報い～琥珀色の遺言 追補篇～』が発売された（後述）。

#### 概要
薬の貿易で一代の財を作り上げた薬成金、影谷恍太郎が自邸の中庭で謎の死を遂げ、その傍らには当時なじみがなかった西洋骨牌（タロットカード）が置かれていた。公にはトリカブトの毒を煽り自殺として葬られた。龍之介は真相究明を望む執事と旧知の友影谷芳明の頼みで、小説家として潜り込む。

#### 移植版
PCエンジン版
『謎のマスカレード』のタイトルでメサイヤより発売。
主人公の名前が円陣龍之介へと変更されたり、屋敷の使用人たちが主人公を助ける5人の探偵として登場する等、PCエンジン版独自のアレンジが施されている。全5章構成。
Windows版
オリジナルからの移植にあたり、グラフィックとBGMの強化が成される。またこのWindows版のみ全機種中唯一のフルボイス仕様となっている。
フィーチャーフォン版
後発のバージョンでは『琥珀色の遺言-華-』のタイトルで発売。
ニンテンドーDS版
『琥珀色の遺言』および『虚妄の報い～琥珀色の遺言 追補篇～』をセットにしたリメイク版。
iOS版
iOS版第1弾。
Nintendo Switch版
フィーチャーフォン版の移植。ジー・モードが展開する「G-MODEアーカイブス＋」向けに『琥珀色の遺言-華-』および『虚妄の報い～琥珀色の遺言 追補篇～』をセットにしたソフトが2023年5月18日に配信された。

#### 開発
PC-9801版の時点では8bitカラーによるイラストが用いられていた。その後、windows版でグラフィックが強化されモバイル版およびDS版でも同様の措置が取られた。アルティの一員としてDS版の製作に携わった稲垣隆史は、4Gamer.netとのインタビューの中で、DSへの移植に当たり、20年前の資料を当たったと話しており、資料がすべて紙で管理されているために量が膨大だったうえ、重要なところには付箋が張られている分、はがれてしまいどこに貼ってあったものか探すのに時間がかかったという。
稲垣はニンテンドーDS版における利点の一つとして、タッチペンによる操作体系を採用したことによって館の中を移動している雰囲気を出せるようになったことや、タッチペンによるメモ帳機能を挙げているが、この2点に決まるまでは大変だったとも話している。

#### 反響
DS版を発売したfonfunによると、オリジナル版は当時発売されていたアドベンチャーとしては，大人や女性ファンから大きな反響が寄せられたという。
評価
4Gamer.netのマフィア梶田は、目新しさはなかったものの、物足りないわけでもなかったと評している。

### 黄金の羅針盤〜翔洋丸桑港航路殺人事件〜
『黄金の羅針盤〜翔洋丸桑港航路殺人事件〜』（おうごんのらしんばん～しょうようまるさんふらんしすここうろさつじんじけん～）は「1920シリーズ」として発売されたシリーズ第2弾である。

#### あらすじ（黄金の羅針盤）
1923年、サンフランシスコから横浜に向け、豪華客船・翔洋丸が出航し、半年の外遊から帰国するために私立探偵の藤堂龍之介も乗る。
穏やかな航海が続くのかと思いきや、甲板の樽から白骨死体が見つかる。

#### Windows版
オリジナルからの移植にあたり、グラフィックとBGMの強化が成される。

#### Nintendo Switch版
フィーチャーフォン版の移植。「G-MODEアーカイブス+」のソフトとして2023年8月18日に発売された。

### 瑠璃色の睡蓮〜伍彩龍伝説連続殺人事件〜
シリーズ第3弾。

#### あらすじ（瑠璃色の睡蓮）
大正15年、龍之介は友人・影谷芳明を連れ、ある富豪宛ての不可解な手紙の調査のため、日本海沿岸に浮かぶ「龍ヶ島」という小島を訪れる。手紙の内容は島に伝わる「伍彩龍(ごさいりゅう)伝説」と酷似していたことに気づいた矢先、伝説を見立てた連続殺人事件が起きる。

#### 移植版（瑠璃色の睡蓮）
iOS版
iOS版第3弾。
Nintendo Switch版
フィーチャーフォン版の移植。2023年10月5日に「G-MODEアーカイブス+」向けのソフトとして発売された。

### 亜鉛の匣舟〜相馬邸連続殺人事件〜
シリーズ第4弾。2009年には番外編の『藤堂龍之介の有閑な日常 ～亜鉛の匣舟 事端篇～』と『佐伯真孝の優雅な逃亡生活 ～亜鉛の匣舟 事端篇～』が発売された（後述）。
あらすじ
病院を併設したある屋敷にて、普段は使用しない地下室から血まみれの軍医の遺体が見つかる。警察は自殺とみなしたものの、謎が多いため、龍之介が呼ばれる。

#### 移植版（亜鉛の匣舟）
DS版
『亜鉛の匣舟』および『藤堂龍之介の有閑な日常 ～亜鉛の匣舟 事端篇～』と『佐伯真孝の優雅な逃亡生活 ～亜鉛の匣舟 事端篇～』をセットにしたリメイク版。
iOS版
iOS版第2弾。
Nintendo Switch版
フィーチャーフォン版の移植。「G-MODEアーカイブス」向けのソフトとして2024年1月18日に発売された。

### 泪色の雫〜亀蔵酒造殺人事件〜
シリーズ第5弾。「G-MODEアーカイブス」向けのソフトとしてNintendo Switch版が2024年10月17日に発売された。
あらすじ
ある蔵元で殺人事件が起こる。逮捕された杜氏から無実を証明してほしいと頼まれた龍之介は現地へ向かう。

### 柘榴の天鏡〜吉祥仲秋祭連続殺人事件〜
シリーズ第6弾。2008年には番外編の『逃避の終章～柘榴の天鏡 事端篇～』が発売（後述）。「G-MODEアーカイブス」向けのソフトとして、本編と番外編を収録したNintendo Switch版が2025年3月6日に発売された。
あらすじ
龍之介は、『ホテルグレナード』のオーナー・天宮忠彦から息子を助けてほしいという依頼の手紙を受ける。

### 鈍色の天秤〜鬼塚邸連続殺人事件〜
シリーズ第7弾。2008年には番外編の『虚談の迷宮～鈍色の天秤 事端篇～』が発売された（後述）。

### 菫青の鳥籠〜人形屋敷連続殺人事件〜
シリーズ第8弾。
あらすじ
とある青年が美少女の人形に恋するあまり、消息を絶ってしまう。龍之介は青年を探すため、人形屋敷と呼ばれる館を訪れる。

### 薔薇色の旋律〜巴里人狼連続殺人事件〜
シリーズ9弾で、パリに留学中の龍之介が探偵を志すまでが描かれている。
あらすじ
前編
1917年、 藤堂龍之介はパリに留学していた。そのころ現地では人狼という殺人鬼が暗躍していた。

## 番外編

### 虚妄の報い〜琥珀色の遺言 追補篇〜
『琥珀色の遺言』のサイドストーリー。この作品は、アルティのスタッフが、『琥珀色の遺言』本編において館に残された人々のその後が気になり、後日談として作られた作品である。
前述のように、『琥珀色の遺言』のニンテンドーDS版とNintendo Switch版（G-MODEアーカイブス）には本作の内容が含まれている。
あらすじ
事件解決後、琥珀館の一角を自室として与えられた藤堂はもやもやした気持ちを晴らすため、事後捜査を開始する。その中で、影谷里絵が発した「本当のところ、おばあさまは目が悪くない」という発言を思い出す。

### 虚談の迷宮〜鈍色の天秤 事端篇〜
「鈍色の天秤」のサイドストーリー。

### 逃避の終章〜柘榴の天鏡 事端篇〜
『柘榴の天鏡』のサイドストーリー。G-MODEアーカイブス版『柘榴の天鏡～吉祥仲秋祭連続殺人事件～』には本作の内容が含まれている。
あらすじ
十月初頭のホテル・グレナードでは、編集者・五十嵐修(いがらしおさむ)がいつものように担当作家を探し回っていた。その中で、五十嵐はホテルの取材を依頼され、おかしな話を耳にする。

### 藤堂龍之介の有閑な日常 〜亜鉛の匣舟 事端篇〜
『亜鉛の匣舟』のサイドストーリー。前述のように、ニンテンドーDS版『亜鉛の匣舟』には本作の内容が含まれている。

### 佐伯真孝の優雅な逃亡生活 〜亜鉛の匣舟 事端篇〜
『亜鉛の匣舟』のサイドストーリー。相馬邸の事件の後の佐伯真孝の逃亡生活を描く。前述のように、ニンテンドーDS版『亜鉛の匣舟』には本作の内容が含まれている。

### プリたん〜プリンス探偵倶楽部〜
藤堂龍之介の助手である少年の天宮冬馬（あまのみやとうま）が主人公。叔母であるソフィのいる大阪を舞台に、謎の宝石と少女を巡る物語が展開される。